# Anarka-feminisme
Med anarka-feminisme henvises der til en specifik gren af anarkismen, hvor der særligt kritiseres sexistiske strukturer i samfundet. Traditionelt defineres disse strukturer som patriarkatet. Med patriarkatet henvises der både til strukturer som love og som dem, der fører til en slags hverdags-sexisme rettet mod kvinder. Historisk menes der med patriarkatet, at mænd til alle tider har haft en herskende og dominerende rolle i samfundet, i familien og andre organisationer.
En omvæltning af disse forhold betyder ikke, at kvinder skal overtage dele af denne magt, men at denne magt helt skal afskaffes. Det fører dem også til at mene, at enhver anden undertrykkelse (fx økonomisk) skal afskaffes, hvilket gør dem til ”anarka-feminister”.
I dag er undertrykkelsen af kvinder i Danmark gennem love blevet afskaffet, selvom der gennem staten stadig kan udtrykkes sexistiske holdninger. Sexismen er i højere grad synlig, når kvinder tvinges ind i bestemte roller (Mest kendt er roller som, at kvinden skal være husmor eller stå i køkkenet og sørge for manden), når de modtager mindre i løn end mænd på arbejdsmarkedet (selvom anarkister ikke agiterer for ligeløn ved lov, men for afskaffelse af lønarbejdet) eller når de gøres til rene sex-objekter – særligt gennem kommercielle reklamer, porno og prostitution – der kun er til for at tilfredsstille manden. Når kvinden reduceres til et objekt, fratages hun sin autonomi, fordi hun således bare bliver en genstand for andres nydelse, mener anarka-feminister.
Termen og filosofien kommer fra 1960'erne men har sin basis i Emma Goldman og Voltairine de Cleyres skrifter.